# Кизилегіський сільський округ
Кизилегі́ський сільський округ (каз. Қызылегіс ауылдық округі, рос. Кызылегисский сельский округ) — адміністративна одиниця у складі Зерендинського району Акмолинської області Казахстану. Адміністративний центр — село Кизилегіс.
Населення — 514 осіб (2021; 809 у 2009, 1177 у 1999, 1536 у 1989).
Станом на 1989 рік існувала Кизилегіська сільська рада (села Карашилік, Кизилегіс, Коктерек, Ортаагаш). Пізніше село Коктерек було передане до складу Зерендинського сільського округу.

## Склад
До складу округу входять такі населені пункти:
| Населений пункт | Населення, осіб (1989) | Населення, осіб (1999) | Населення, осіб (2009) | Населення, осіб (2021) |
| --------------- | ---------------------- | ---------------------- | ---------------------- | ---------------------- |
| Карашилік, село | 235                    | 224                    | 133                    | 77                     |
| Кизилегіс, село | 855                    | 541                    | 349                    | 221                    |
| --Підстанція    | -                      | -                      | -                      | 12                     |
| Ортаагаш, село  | 446                    | 412                    | 327                    | 204                    |